# Кимпулунг-ла-Тіса (комуна)
Кимпулунг-ла-Тіса, Довге Поле (рум. Câmpulung la Tisa) — комуна у повіті Марамуреш в Румунії. До складу комуни входить єдине село Довге Поле.
Комуна розташована на відстані 433 км на північний захід від Бухареста, 38 км на північ від Бая-Маре, 135 км на північ від Клуж-Напоки.

## Відомі люди
- Долинай Микола — лікар, громадсько-політичний і культурний діяч, міністр охорони здоров'я уряду Карпатської України.

## Населення
За даними перепису населення 2002 року у комуні проживали 2484 особи.
Національний склад населення комуни:
| Національність   | Кількість осіб | Відсоток |
| ---------------- | -------------- | -------- |
| угорці           | 1964           | 79,1%    |
| румуни           | 425            | 17,1%    |
| цигани           | 67             | 2,7%     |
| українці         | 23             | 0,9%     |
| німці            | 3              | 0,1%     |
| росіяни-липовани | 2              | 0,1%     |

Рідною мовою назвали:
| Мова       | Кількість осіб | Відсоток |
| ---------- | -------------- | -------- |
| угорська   | 1994           | 80,3%    |
| румунська  | 456            | 18,4%    |
| українська | 24             | 1,0%     |
| циганська  | 10             | 0,4%     |

Склад населення комуни за віросповіданням:
| Релігія            | Кількість осіб | Відсоток |
| ------------------ | -------------- | -------- |
| реформати          | 1108           | 44,6%    |
| православні        | 555            | 22,3%    |
| греко-католики     | 353            | 14,2%    |
| римо-католики      | 313            | 12,6%    |
| адвентисти         | 41             | 1,7%     |
| не релігійні       | 19             | 0,8%     |
| бретрени           | 10             | 0,4%     |
| п'ятдесятники      | 1              | < 0,1%   |
| баптисти           | 1              | < 0,1%   |
| лютерани           | 1              | < 0,1%   |
| не вказали релігію | 5              | 0,2%     |